# Parroquia Sabanilla (Zamora Chinchipe)
La parroquia Sabanilla o El Tambo es una parroquia rural en el cantón Zamora (provincia de Zamora Chinchipe, Ecuador ). 
Conocida por ser un sitio de descanso y provisión de víveres durante el viaje desde Loja a Zamora. Además Sabanilla es el único acceso en la provincia a Imbana por medio de un camino de herradura, que tiene un alto valor antropológico y arqueológico al llegar al barrio San Juan del Oro, donde se encuentran las minas abandonadas del mismo nombre, que fueron utilizadas por los españoles durante el período de la conquista. 

## Principales atracciones turísticas
La parroquia es relativamente pequeña en comparación con otras, esto se debe a la topografía del terreno que no le ha permitido extenderse. Cerca de la parroquia existen lugares llamativos a visitar, principalmente en la vía hacia Loja:
Empezando el trayecto desde Loja se puede ascender a la cumbre del paso del Nudo de Sabanilla a 2700 m s. n. m. en la Cordillera Oriental de Los Andes, de donde se puede apreciar una vista panorámica de la ciudad. La carretera desde Loja es una de las más llamativas en el país, haciendo solo el viaje en bus merecedor de un día para poder contemplar con detenimiento el paisaje. 
Al descender hacia la provincia de Zamora Chinchipe se puede apreciar los páramo del Parque nacional Podocarpus, entre otros bosques. 
Llama la atención el sistema de vías utilizadas desde la última colonización de la provincia, como la Vía Antigua Loja-Zamora que fue famosa por la tortuosidad de su camino y el terreno escarpado, donde mucha gente falleció por los constantes deslaves de tierra y los choques entre vehículos que se dieron durante el uso de esta carretera. Para el bien de todos ahora existe otra vía asfaltada y mucho más amplia.
Al descender por la vía hacia al parroquia Sabanilla, el primer sitio de interés es el Bosque Protector San Francisco de la Fundación Arcoíris con su casa. Al continuar más abajo en el km. 30 tenemos la Estación Científica San Francisco con su hermosa infraestructura. Ya cerca de Sabanilla tenemos la Cascada San Ramón con su Central Hidroeléctrica San Ramón  de la EERSSA en el Río San Francisco.